# Șarpe de casă
Șarpele de casă (Natrix natrix), uneori numit șarpe cu urechi galbene sau șarpe de apă, este un șarpe eurasiatic neveninos. De obicei acesta poate fi întâlnit în apropierea apelor sau în păduri și se hrănește aproape exclusiv cu amfibieni.

## Descriere
Șarpele de casă are un aspect zvelt si o lungime de 60-100 cm. Ocazional poate ajunge la 130-150 cm si foarte rar 200cm. Coloritul variaza mult, fondul este de regula in nuante de gri masliniu, dar adesea poate fi bej, maro deschis, sau melanic (complet negru). Variația (subspecia) persa prezinta două dungi longitudinale paralele albe sau gălbui pe laturile spatelui. Spatele este acoperit de 4-6 randuri de pete dispuse alternativ longitudinal, de dimensiuni relativ egale pe acelasi exemplar, de adaugat este ca petele pot fi uneori foarte mici aproape in forma literei V sau pot fi mult mai mari, de la exemplar la exemplar. Abdomenul are un desen caracteristic: o alternanță de alb și negru, predominând pigmentul negru.
În partea posterioară a capului se află de obicei pe ambele părți câte o pată semicirculară galbenă, albicioasă sau alb-cenușie, încadrată anterior și posterior de câte o pereche de pete negre.
Se pot întâlni și exemplare melanice cu abdomenul si spatele complet negre.
Juvenilii sunt cenușii cu un desen format din pete închise alternate.

## Hrană
Se hrănește aproape exclusiv cu amfibieni (în special broaște), ocazional mâncând pești sau rozătoare mici.
Nu este nici veninos, nici constrictor, ci imobilizează prada cu dinții și apoi o înghite vie.

## Habitat
Șarpele de casă duce o viață amfibie și viața lui este legată de bazinele acvatice, fiind găsit de obicei în apropierea bălților, mlaștinilor, apelor curgătoare, lacurilor etc.
Uneori se depărteaza de malul apei, fiind întâlnit și în păduri, pe câmp și în zone pietroase și uscate.
Se adăpostește adesea lângă locuințele din Delta Dunării și zona inundabila a Dunării printre crăpăturile temeliei si în găurile din pardoseala pridvorului, de unde și numele.

## Răspândire
Europa, nordul Africii, Asia Mică, Asia Centrală până la lacul Baikal.
În România îl întâlnim oriunde găsim apă și broaște, fiind semnalat până la altitudinea de 1100m.

## Comportament
Are un stil de viață diurn, putând fi văzut stând la soare în zone cu vegetație bogată.
Principalul mijloc de apărare este fuga, refugiindu-se în crăpături, găuri sau între rădăcinile arborilor. Surprins lângâ mal se va refugia în apă, fiind un bun înotător. Acesta înoată șerpuind, cu capul deasupra apei. Încolțit și fără a avea unde să se ascundă, se încolăcește, șuieră puternic și își lățește capul pentru ca în cele din urmă să lovească adversarul cu botul, fără a mușca însă, cu scopul de a intimida. Luat în mână împroașcă conținutul glandelor anale, urât mirositor, cu iz de usturoi și adesea daca este manipulat se preface mort (tanatoză) pana când simte că pericolul s-a indepărtat.
Intra în hibernare în luna octombrie.

## Reproducere
La sfârșitul lui aprilie și în timpul lunii mai, șerpii de casă formează așa-numitele "gheme". De menționat că specia prezintă un clar dimorfism sexual, masculii fiind mai mici (40-60-80 cm) și mai firavi decat femelele (60-90-100>cm) care sunt mai robuste. Demografic sunt mult mai multi masculi decat femelele, fapt care este mai ușor de observat in perioada reproducerii. Șerpii în acuplare stau încolăciți (masculii în jurul femelelor), dar fără ca masculul să muște ceafa femelei pentru a o imobiliza.
Ponta este depusă în iulie-august. Cele 11-25 de ouă albe, lungi-ovoidale, lipite ciorchine sunt îngropate în sol afânat, paie putrede, mușchi, frunzar etc. Adesea mai multe femele depun în același loc.
Puii ies după zece săptămâni, având 16-19 cm.

## Galerie

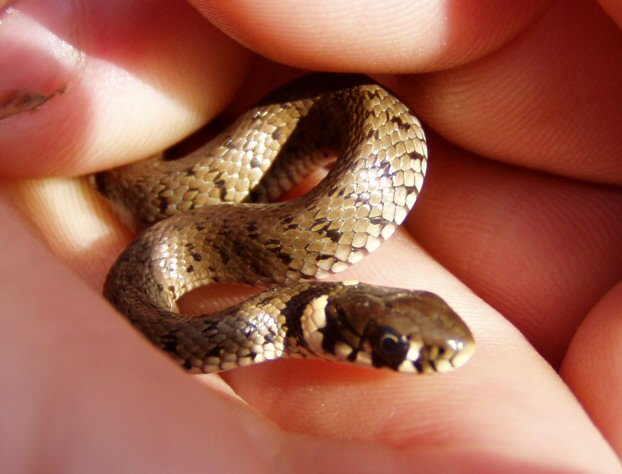
Juvenil
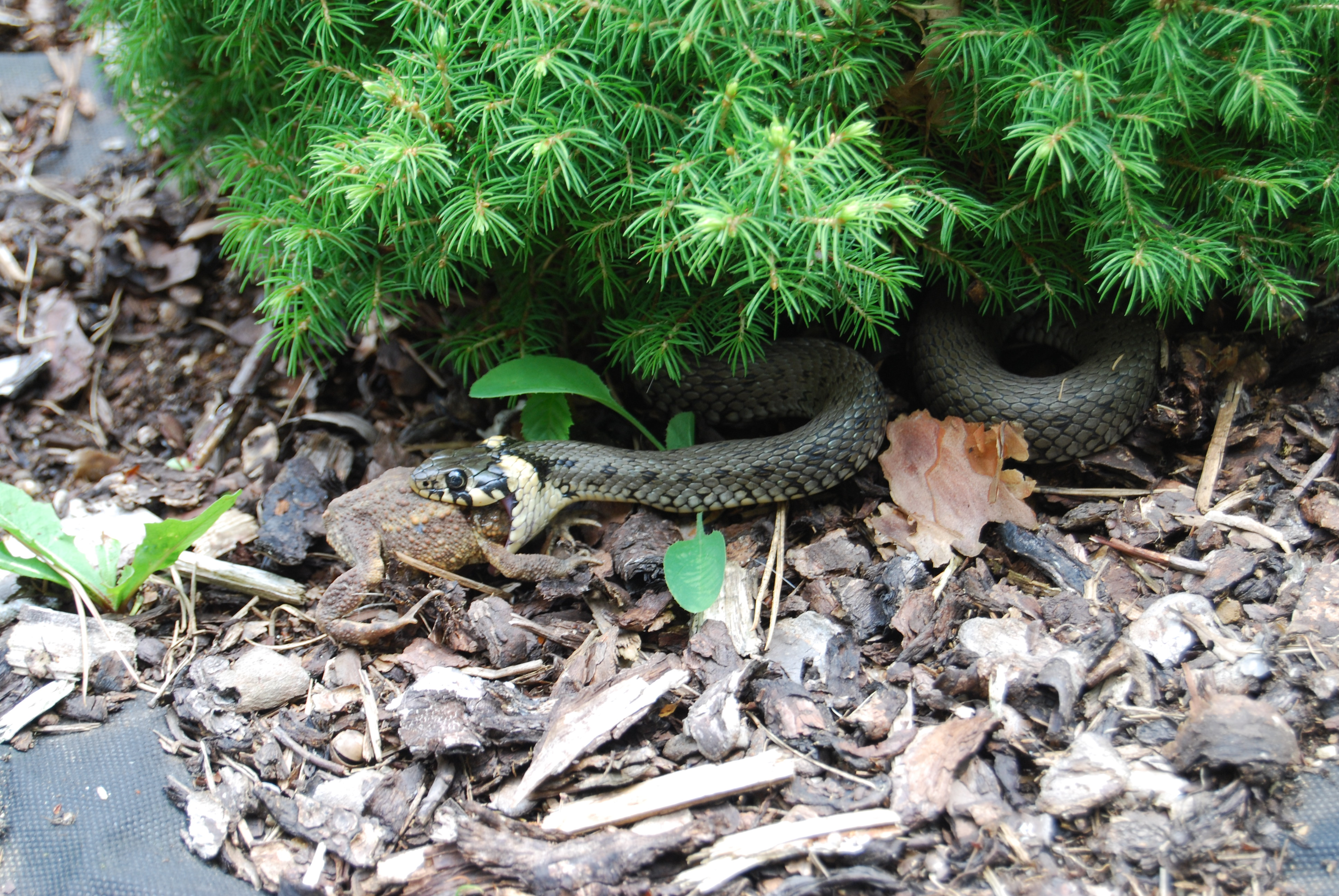
Șarpe de casă mâncând Bufo bufo, Cehia
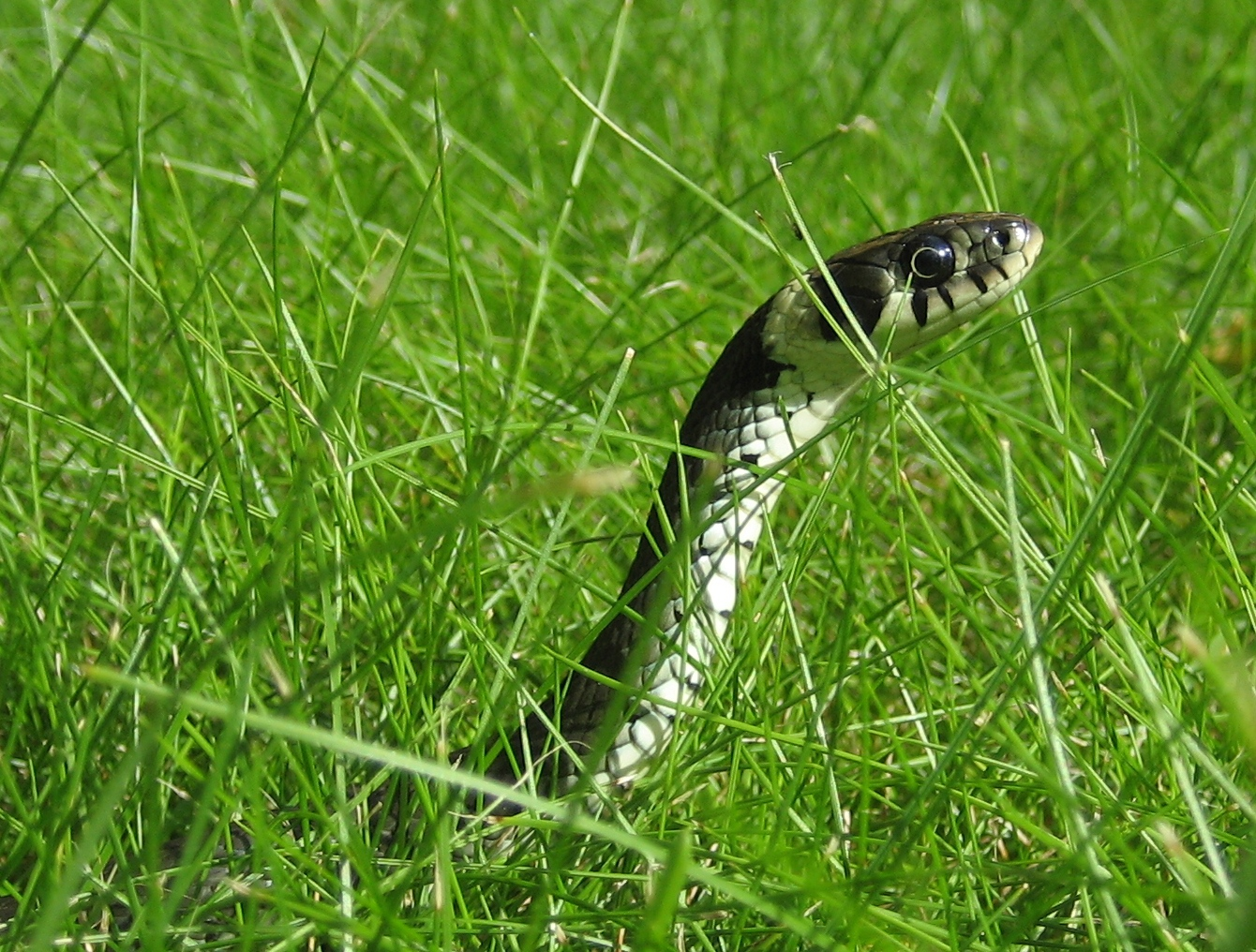
Șarpe de casă, Suedia
- Acuplare
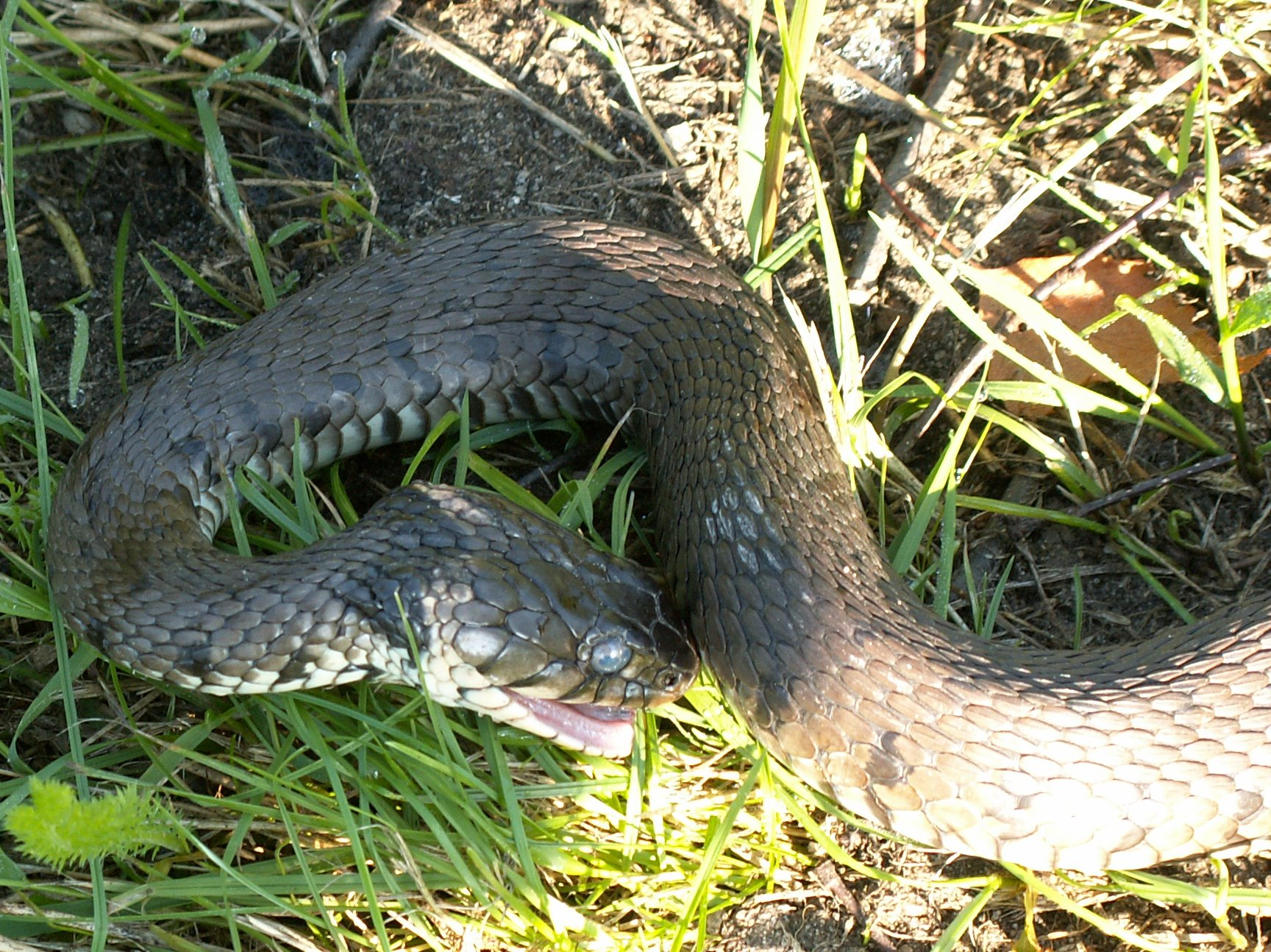
Adult prefăcându-se mort
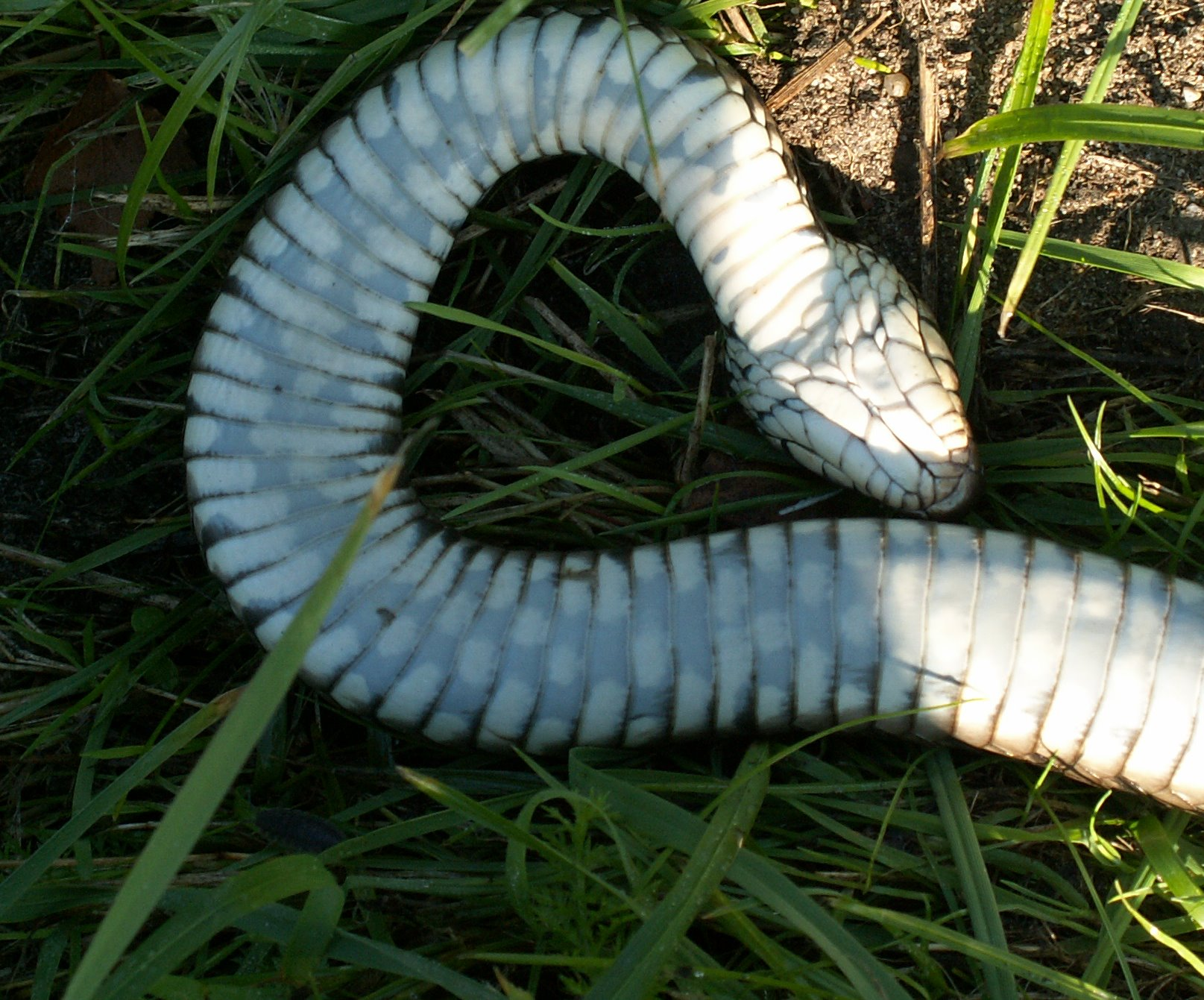
Partea ventrală a unui adult
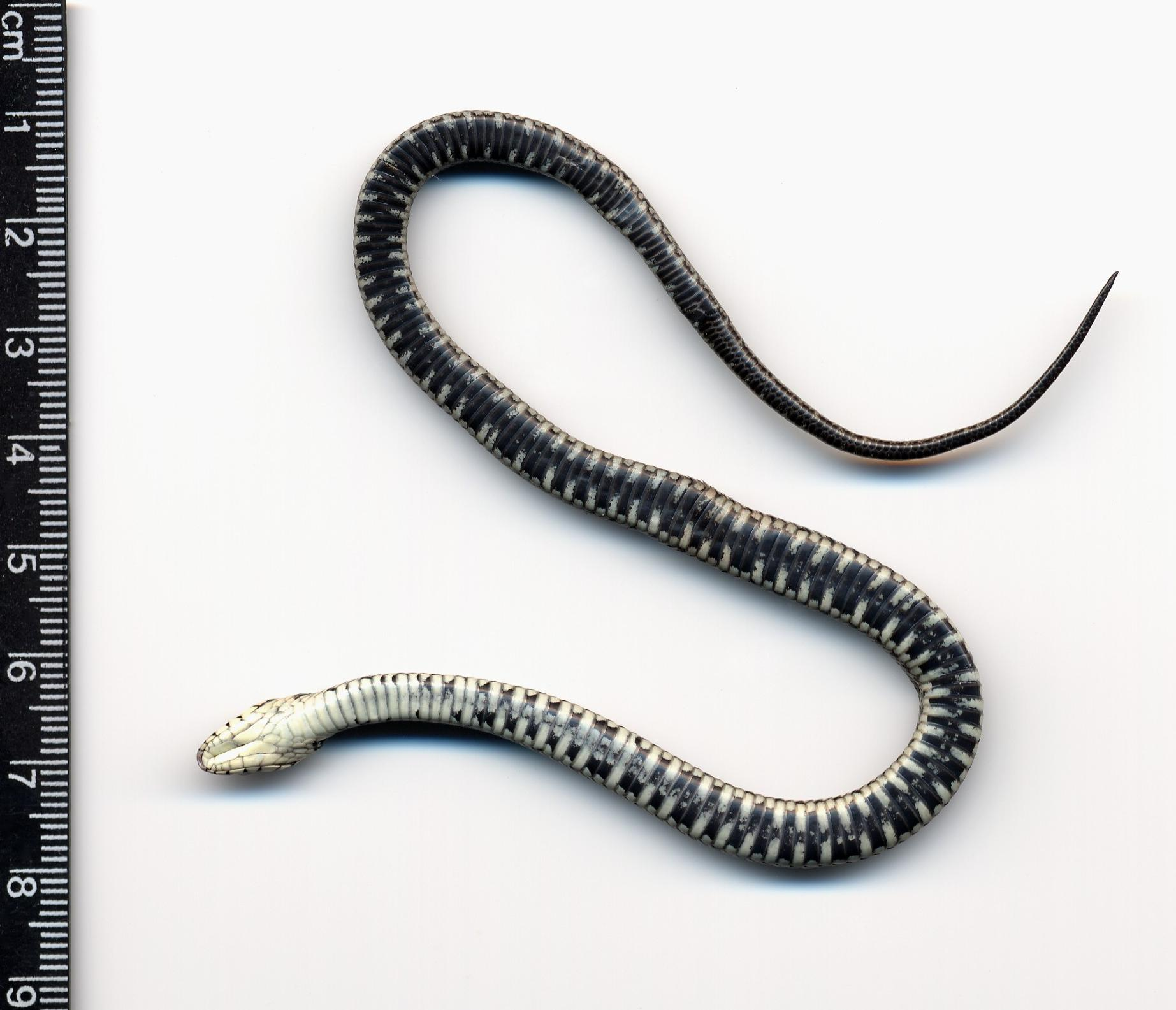
Partea ventrală a unui juvenil
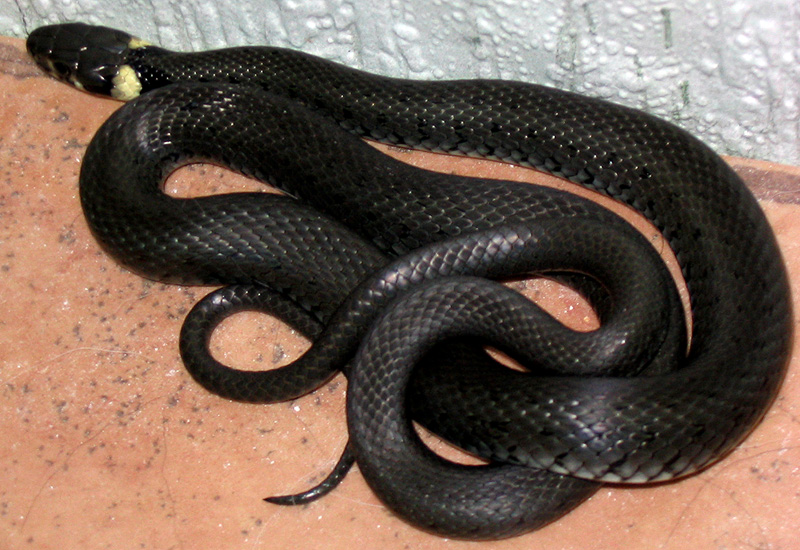
Exemplar melanic
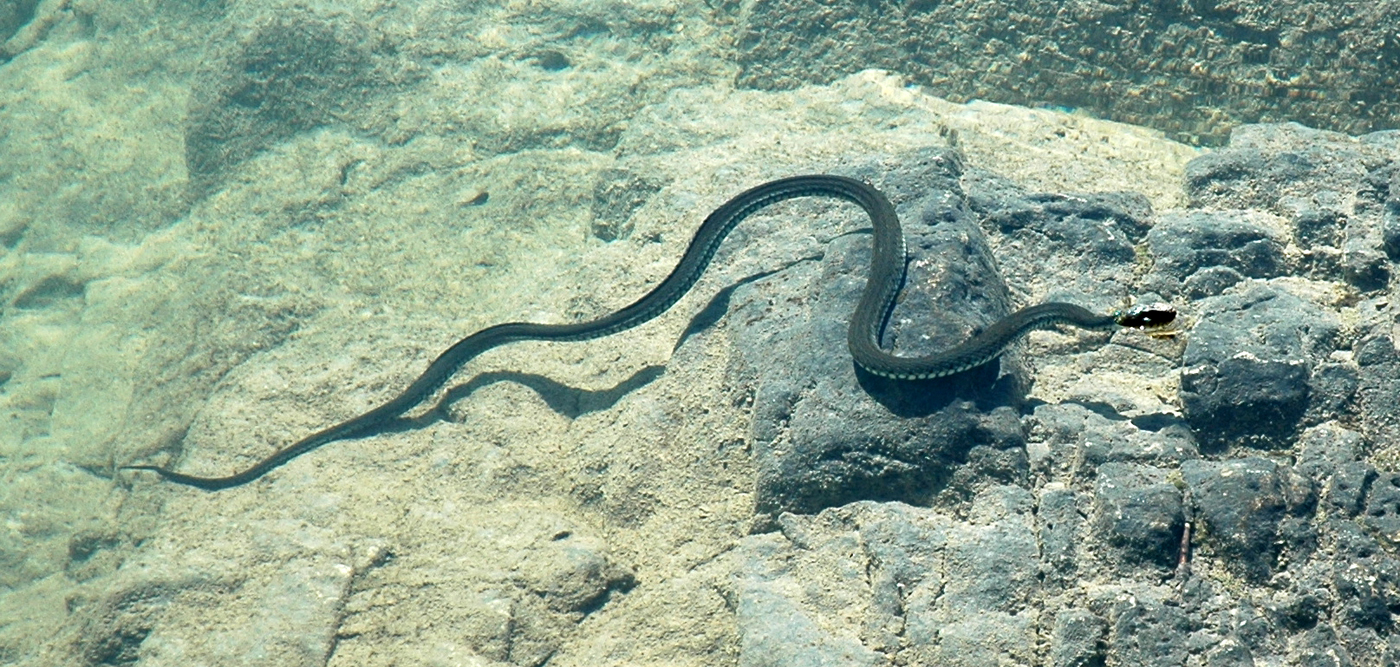
Înotând